# Historia Żydów na Węgrzech
Historia Żydów na Węgrzech – historia Żydów mieszkających na terenie Węgier od czasów Królestwa Węgier, a niektóre zapisy wyprzedzają nawet okres „zajęcia ojczyzny” o kilkaset lat.
Żydzi węgierscy byli dość dobrze zintegrowani ze społeczeństwem węgierskim do czasu I wojny światowej. Na początku XX wieku społeczność urosła do 5% całkowitej populacji Węgier i 23% populacji stolicy kraju, Budapesztu. Do 1941 roku 17% Żydów zamieszkujących Budapeszt przeszło na katolicyzm.
W okresie międzywojennym propaganda antyżydowska stała się coraz bardziej represyjna. Spowodowane było tym, że węgierscy przywódcy nadal byli zaangażowani w odzyskanie terytoriów utraconych na mocy traktatu pokojowego z Trianonu, w wyniku czego zdecydowali się sprzymierzyć z rządami nazistowskich Niemiec oraz faszystowskich Włoch. Od 1938 rząd Miklósa Horthy uchwalił szereg antyżydowskich ustaw. Pomimo represji, do czasu zajęcia Węgier przez Niemców w 1944, władze sprzeciwiały się nazistowskim planom wywozu kilkuset tysięcy węgierskich Żydów. 19 marca 1944 wojska III Rzeszy wkroczyły do kraju i rozpoczęły okupację, a Żydzi zostali wywiezieni do obozu koncentracyjnego Auschwitz, gdzie większość z nich zginęła w komorach gazowych.
Według spisu powszechnego z 2011 roku 10 965 osób (0,11% populacji kraju) określiło się jako religijni Żydzi, z czego 10 553 deklarowało się jako etniczni Węgrzy. Szacuje się, że liczba Żydów na Węgrzech wynosi 55 tysięcy do nawet 130 tysięcy. Większość mieszka w Budapeszcie.
Istnieje wiele aktywnych synagog na Węgrzech, w tym Wielka Synagoga w Budapeszcie, która jest największą synagogą w Europie i trzecią co do wielkości na świecie.

## Okres średniowiecza
Nie ma dokładnych informacji, kiedy Żydzi po raz pierwszy osiedlili się na Węgrzech. Zgodnie z tradycją król Decebal (władca Dacji w latach 87–106 n.e.) pozwolił osiedlić się na jego terytorium Żydom, którzy pomagali mu podczas wojny z Rzymem. Według Raphaela Pataia kamienne napisy odnoszące się do Żydów znaleziono w Brigetio (obecnie Szőny), Solva (Ostrzyhom), Aquincum (Budapeszt), Intercisa (Dunaújváros), Triccinae (Sárvár), Dombovár, Siklós, Sopianae (Pécz) i Savaria (Szombathely). Plemiona węgierskie osiedliły się na tym terenie 650 lat później. W języku węgierskim słowo oznaczające Żyda to zsidó, które zostało przejęte z jednego z języków słowiańskich.
Pierwszym historycznym dokumentem dotyczącym Żydów węgierskich jest list z około 960 roku napisany do króla Chazarów Józefa przez Chasdaja ibn Szapruta, żydowskiego uczonego, w którym mówi, że ambasadorzy słowiańscy obiecali przekazać orędzie królowi Slawonii, który przekazywałby to Żydom mieszkającym w „kraju węgierskim”, którzy z kolei przekazywali go dalej. Mniej więcej w tym samym czasie Ibrahim ibn Jacob mówi, że Żydzi przyjeżdżali z Węgier do Pragi w celach biznesowych.
Żydzi węgierscy początkowo tworzyli małe osady i nie mieli uczonych rabinów, ale ściśle przestrzegali wszystkich żydowskich praw i zwyczajów.

## Wypędzenie Żydów i prześladowania (1349–1526)
W XIV w. Europa pogrążyła się w kryzysie. Jego powodem była fala epidemii dżumy zwana „czarną śmiercią”. Winę za zarazę przypisywano Żydom, pielgrzymom oraz cudzoziemcom. W wielu miastach frustrację spowodowaną trwającą epidemią wyładowywano na Żydach, dochodziło do masowych pogromów. W 1349 roku zostali wygnani z Węgier. Chociaż Żydzi zostali natychmiast ponownie przyjęci, byli ponownie prześladowani i ponownie wydaleni w 1360 przez króla Ludwika Węgierskiego. Chociaż król Ludwik we wczesnych latach swojego panowania wykazywał tolerancję wobec Żydów, po podboju Bośni, podczas którego próbował zmusić miejscową ludność do przejścia na katolicyzm, próbował narzucić konwersję także na węgierskich Żydów. Jednak nie udało mu się nawrócić ich na katolicyzm i wydalił ich z kraju. Zostali przyjęci przez hospodara Mołdawii Aleksandra Dobrego, który nadał im specjalne przywileje handlowe.